# 杨崇汇
杨崇汇（1945年—），男，四川盐亭人，中华人民共和国政治人物。

## 生平
早年就读于重庆医学院医疗系，后供职于重庆医学院。1978年，任共青团四川重庆市委副书记、书记。1985年，任中共雅安地委书记。1994年，任中共四川省委副书记、四川省副省长。2002年，任云南省政协主席。2008年，任第十一届全国政协副秘书长。2010年，改任全国政协港澳台侨委员会副主任。2016年8月31日，不再担任第十二届全国政协港澳台侨委员会主任。